# Hal Robson
Harold „Hal“ Robson (* 16. August 1911 in Mount Dennis, Ontario, Kanada; † 2. Juli 1996 in San Bernardino, Kalifornien) war ein US-amerikanischer Autorennfahrer kanadischer Herkunft.

## Karriere
Robson wurde in Kanada geboren. Er begann seine Karriere mit zahlreichen Starts und Siegen in kleineren Rennen, bevor er zwischen 1940 und 1953 in 15 Rennen zur AAA-National-Serie startete. Dabei gelang ihm ein Sieg 1946 in Dayton. 
Zwischen 1946 und 1948 startete er dreimal beim 500-Meilen-Rennen von Indianapolis, er konnte jedoch keines der Rennen beenden. 1949 und 1953 verfehlte er die Qualifikation. George Robson, der Sieger von 1946 war sein Bruder. Nach seinem Rücktritt vom Rennsport 1955 arbeitete er als Mechaniker.

## Statistik

### Indy-500-Ergebnisse
| Jahr | Startnr. | Start | Qual (km/h) | Ergebnis | Runden | Führung | Ausfall          |
| ---- | -------- | ----- | ----------- | -------- | ------ | ------- | ---------------- |
| 1946 | 48       | 23    | 195,453     | 25       | 37     | 0       | Antrieb          |
| 1947 | 52       | 16    | 197,771     | 20       | 67     | 0       | Kraftübertragung |
| 1948 | 64       | 18    | 197,594     | 15       | 164    | 0       | Motor            |
| 1949 | 23       | DNQ   |             |          |        |         |                  |
| 1953 | 57       | DNQ   |             |          |        |         |                  |

| Legende  | Legende            | Legende                                                          |
| Farbe    | Abkürzung          | Bedeutung                                                        |
| -------- | ------------------ | ---------------------------------------------------------------- |
| Gold     | –                  | Sieg                                                             |
| Silber   | –                  | 2. Platz                                                         |
| Bronze   | –                  | 3. Platz                                                         |
| Grün     | –                  | Platzierung in den Punkten                                       |
| Blau     | –                  | Klassifiziert außerhalb der Punkteränge                          |
| Violett  | DNF                | Rennen nicht beendet (did not finish)                            |
| Violett  | NC                 | nicht klassifiziert (not classified)                             |
| Rot      | DNQ                | nicht qualifiziert (did not qualify)                             |
| Rot      | DNPQ               | in Vorqualifikation gescheitert (did not pre-qualify)            |
| Schwarz  | DSQ                | disqualifiziert (disqualified)                                   |
| Weiß     | DNS                | nicht am Start (did not start)                                   |
| Weiß     | WD                 | zurückgezogen (withdrawn)                                        |
| Hellblau | PO                 | nur am Training teilgenommen (practiced only)                    |
| Hellblau | TD                 | Freitags-Testfahrer (test driver)                                |
| ohne     | DNP                | nicht am Training teilgenommen (did not practice)                |
| ohne     | INJ                | verletzt oder krank (injured)                                    |
| ohne     | EX                 | ausgeschlossen (excluded)                                        |
| ohne     | DNA                | nicht erschienen (did not arrive)                                |
| ohne     | C                  | Rennen abgesagt (cancelled)                                      |
| ohne     | keine WM-Teilnahme |                                                                  |
| sonstige | P/fett             | Pole-Position                                                    |
| sonstige | 1/2/3/4/5/6/7/8    | Punktplatzierung im Sprint-/Qualifikationsrennen                 |
| sonstige | SR/kursiv          | Schnellste Rennrunde                                             |
| sonstige | *                  | nicht im Ziel, aufgrund der zurückgelegten Distanz aber gewertet |
| sonstige | ()                 | Streichresultate                                                 |
| sonstige | unterstrichen      | Führender in der Gesamtwertung                                   |